# مزواة

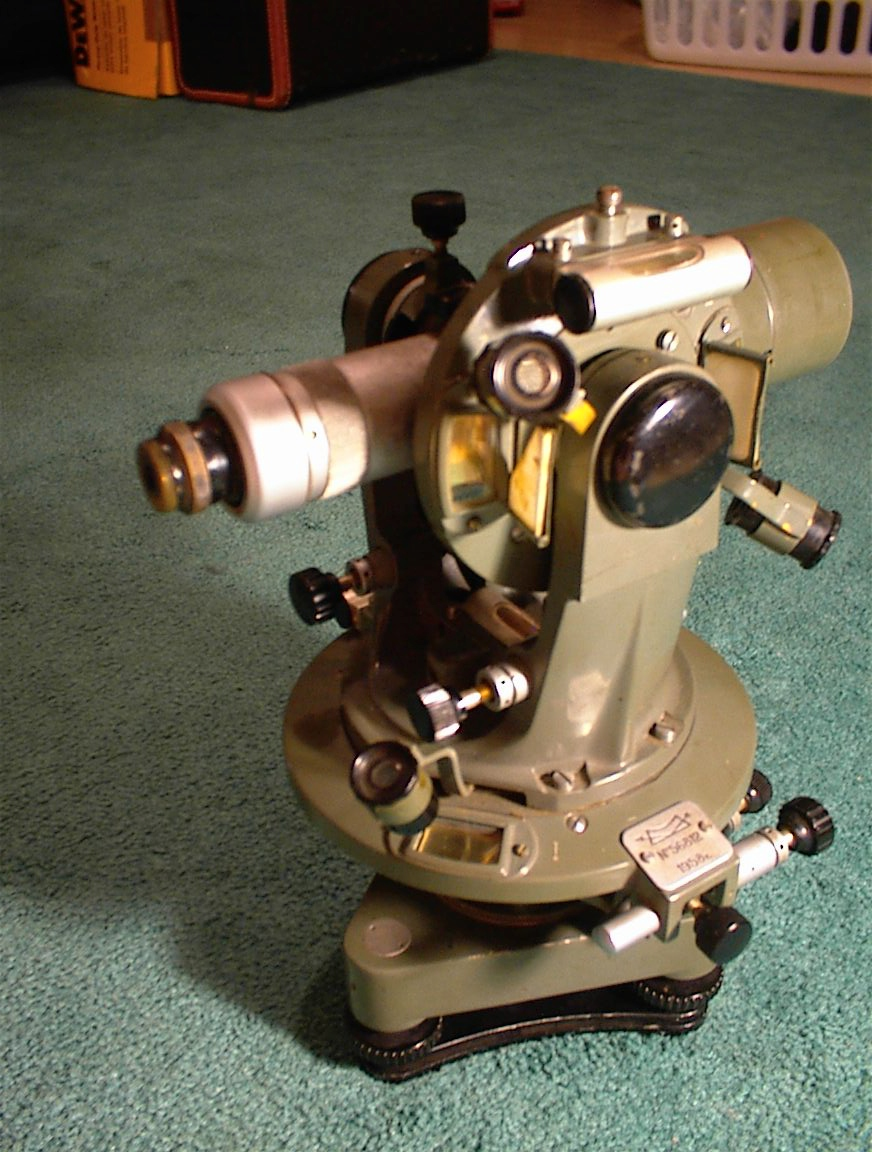
مزواة

المِزْواة (بالإنجليزية: Theodolite)‏ (نقحرة: تيودوليت) آلة تستعمل في أعمال مسح الأرض، ولقياس الزوايا الصغيرة في الأفق، ولقياس مسافات سمت الرأس، ولقياس الزاوية التي تتكون من تقاطع سطح عمودي ثابت وسطح عمودي يمر في أحد الأجرام السماوية (السمت).
و تعتبر الأداة الأهم في أعمال المسح، و تشكل الأساس لكل من المسراع وجهاز المحطة المتكاملة.
تتكون المزولة من منظار متحرك ضمن مستويين أفقي وعمودي، يتموضع هذا المنظار على ثلاثية أرجل.المزواة هو جهاز لقياس الزوايا معروف من زمن بعيد ولم تتغير نظريته حتى الآن، وهو منقلة أفقية دائرية مقسمة ومدرجة إلي 360ْ علي هيئة قوس وفي مركزها تتحرك العِضادة حركة دائرية والمجموعة كلها مركبة على حامل. وأول صناعة جديدة للثيودوليت كانت في إنجلترا في القرن السابع عشر عملها رامزدن ولا يزال أول جهازان استعملا موجودين في متحف العلوم بلندن وفي الجمعية الملكية .
ويعتبر المزواة أدق الأجهزة المستعملة في قياس الزوايا، سواء الزوايا الأفقية أو الزوايا الرأسية ولذلك فإنه يستعمل في كافة العمليات المساحية التي تحتاج لدقة كبيرة في الأرصاد مثل الأرصاد الفلكية والشبكات المثلثية كما يستعمل في قياس زوايا المضلع وأعمال التخطيط والتوجيه الدقيقة .
وقد تطورت أجهزة المزواة في السنوات الأخيرة تطوراً سريعاً فبعد أن كان المزواة ذو الورنية ثم المزواة ذو الميكرومتر ثم المزواة الضوئي، أصبح الآن المزواة الإلكتروني الرقمي وثيودوليت الليزر، وأمكن جهاز المزواة من قياس الزوايا الأفقية والرأسية وكذلك المسافات إلكترونياً.

## مجالات الاستخدام
يُستخدم المزواة في الكثير من التطبيقات المساحية على اختلاف أغراضها، مثل:
- يُستخدم في عمليات الأرصاد الفلكية.
- يُستخدم في عمل الميزانيات المثلثية (الجيوديسية).
- في أرصاد الشبكات المثلثات بدرجاتها المختلفة.
- في توقيع المنحنيات.
- يُستخدم في توقيع محاور الطرق وأنابيب المياه والصرف الصحي.
- يُستخدم في تخطيط المنشآت الهندسية المختلفة.

## تصنيف أجهزة المزواة
- المزواة ذو الورنية وقد قل استعماله.
- المزواة العادي (الحديث أو البصري) وهو مزود بميكرومتر لقراءة الدائرة الأفقية والرأسية.
- المزواة الرقمي: حيث تظهر القراءة المباشرة على شاشة مزود بها الجهاز.